# Gerhard Lukas
Gerhard Lukas (* 21. Mai 1914 in Sedlitz in der Niederlausitz; † 9. März 1998 in Halle an der Saale) war ein deutscher Historiker und Sportwissenschaftler.

## Leben
Gerhard Lukas, der Sohn des Landwirts Christian Lukas, besuchte die Gymnasien in Senftenberg und Hoyerswerda und studierte nach halbjährigem Arbeitsdienst ab 1934 Geschichte, Germanistik und Sportwissenschaft an der Universität Halle und Marburg. Am 6. Juni 1937 beantragte Lukas die Aufnahme in die NSDAP und wurde rückwirkend zum 1. Mai desselben Jahres aufgenommen (Mitgliedsnummer 5.715.600). Seine Promotion erreichte er 1939 bei Martin Lintzel mit der Dissertation Die deutsche Politik gegen die Elbslawen vom Jahre 982 bis zum Ende der Polenkriege Heinrichs II., die zwei Jahre später gedruckt wurde.
Nach der Promotion und dem Ersten Staatsexamen arbeitete Lukas als Referendar an der Hans-Schemm-Oberschule. Nach dem Zweiten Staatsexamen (1941) wurde er zur Wehrmacht eingezogen und nahm am Zweiten Weltkrieg teil. Nach seiner Rückkehr arbeitete er ab August 1945 wieder an der Hans-Schemm-Oberschule, die bald in Thomas-Müntzer-Schule umbenannt wurde. Ein russischer Schuloffizier empfahl ihn als Dozent für die Neulehrerausbildung, die Lukas ab 1946 in Halle wahrnahm. Seit dem Herbst 1946 leitete er den Landesausschuss für den Geschichtsunterricht. Seit Herbst 1945 war Lukas Mitglied der SPD. Nachdem Wilhelm Henze, der in Abwesenheit 1942 zum Institutsdirektor ernannt worden war, wegen seiner politischen Überzeugungen die Stelle in der SBZ nicht antreten wollte bzw. konnte, wurde Lukas 1948 zunächst kommissarischer Leiter.
1951 habilitierte sich Lukas an der Universität Halle für Sportwissenschaft. Noch im selben Jahr wurde er zum Direktor des Instituts für Körpererziehung ernannt. Ein Jahr später erhielt er den Lehrstuhl dieses Faches. 1959 wurde Lukas jedoch von jungen Mitarbeitern, angeführt von Willi Schröder wegen seiner Westkontakte und der unzureichenden Entnazifizierung aus dem Amt getrieben. Als Lukas jedoch als IM für die Stasi unterschrieben hatte und Schröder mit der Leitung des Sportinstituts in Jena entschädigt werden konnte, konnte Lukas von 1961 an wieder als Direktor fungieren, zudem wurde Lukas auch zum Dekan der Philosophischen Fakultät und auch zum Prorektor der Hochschule ernannt. Von 1957 bis 1963 war Lukas Präsident des Studentensports in der DDR. Für seine Tätigkeit für die Stasi erhielt er 1968 den Vaterländischen Verdienstorden in Bronze. Er wurde zweimal mit dem GutsMuths-Preis der DDR ausgezeichnet und war Ehrendoktor der Sporthochschulen in Posen und in Budapest. 1979 trat er in den Ruhestand.
Lukas’ Forschungsarbeit konzentrierte sich auf die Geschichte der Körpererziehung von der Antike bis zur Gegenwart. Besonders Schwerpunkte seiner Arbeit sind die Olympischen Spiele und Sport im alten Rom.